# Beate Andres
Beate Andres (* 7. Januar 1965 in Darmstadt) ist eine deutsche Hörspielregisseurin.

## Leben
Nach dem Studium der Theater-, Politikwissenschaft und Sinologie in München und Köln (1985–1992) studierte Beate Andres 1991 Theaterregie bei Jürgen Flimm an der Universität Hamburg. 1995 bis 1998 folgte die Regieassistenz am Thalia Theater Hamburg unter anderem bei Jürgen Flimm und Yoshi Oida. Ab 1998 führte Andres auch in mehreren Stücken am Thalia Theater und am Schauspielhaus Kiel eigenständig Regie.
Neben der Theaterarbeit hat sich Beate Andres seit 1998 vor allem als Hörspielregisseurin einen Namen gemacht. Ihre Inszenierungen von Täglich Brot (Text: Gesine Danckwart) und Träume (Text: Günter Eich) wurden als Hörspiel des Monats ausgezeichnet. Parzivals Weg von Tankred Dorst mit Musik von Andreas Bick wurde 2006 für den „ARD-Online-Award“ nominiert. 2005 gewann Andres mit dem Stück Minotaurus (nach Friedrich Dürrenmatt) den internationalen Hörspielpreis Prix Marulić, 2008 erreichte sie dort Platz 2 mit dem Hörspiel „Song of the Niebelungs“. Ihr Stück Tempo über das Leben des Autorennfahrers Rudolf Carracciola war 2008 der Beitrag des WDR zum Prix Europa.

## Hörspiele
- 2008: Tempo (WDR)
- 2010: Shooting (WDR)
- 2015: Rolle Rückwärts. Die Arbeit „am“ Schauspieler (Deutschlandradio Kultur)

## Hörspielregie
- 1998: Andy Warhol, Truman Capote: Ein Sonntag in New York (NDR)
- 1999: Martin Crimp: Das Land (NDR/Deutschlandradio Berlin)
- 2000: Harold Pinter: Asche zu Asche (NDR)
- 2001: Sibylle Berg: Ein paar Leute suchen das Glück und lachen sich tot (NDR/HR)
- 2002: Boris Vian: Der Schaum der Tage (DRS/WDR)
- 2002: Gesine Danckwart: Täglich Brot (DLR Berlin)
- 2003: Ulrike Syha: Autofahren in Deutschland (DLR Berlin)
- 2004: Frank Becker: Snobby Dim (DLR Berlin)
- 2004: Bertolt Brecht: Das Badener Lehrstück vom Einverständnis (SWR)
- 2004: Friedrich Dürrenmatt: Minotaurus. Eine Ballade (DLR Berlin)
- 2005: Tankred Dorst: Parzivals Weg – Ein Fragment (Deutschlandradio Kultur)
- 2006: Hugo Ball: Simultan Krippenspiel und Vorläufiges (SWR)
- 2007: Matthias Schamp: Der Aufstand in den Sinnscheiße-Bergwerken (WDR)
- 2007: Günter Eich: Träume, Neuinszenierung des zweiten Traums (NDR)
- 2008: Als Autorin und Regisseurin: Tempo (WDR)
- 2008: Anonymus: Das Nibelungenlied (SWR)
- 2008: Jonathan Lethem: Du liebst mich, Du liebst mich nicht (NDR)
- 2008: Jeong Seo-kyeong, Park Chan-wook: Ich bin ein Cyborg, aber das macht nichts / I'm a Cyborg, but that´s okay (DKultur)
- 2009: Friedrich Ani: Meine total wahren und überhaupt nicht peinlichen Memoiren mit genau elfeinhalb (SWR)
- 2010: Als Autorin und Regisseurin: Shooting (WDR)
- 2010: Jan Decker: Hotel California (RBB)
- 2010: A. L. Kennedy: Blood Empire (SWR)
- 2011: Franz Kafka: Der Verschollene (SWR)
- 2011: Judith Schalansky: Der Hals der Giraffe (SWR)
- 2012: Aravind Adiga: Der weiße Tiger (DKultur/NDR)
- 2012: Guido Gin Koster: Auf Wiedersehen Vater (NDR)
- 2012: Rabih Mroué, Lina Saneh: Biokhraphia (DLF)
- 2013: Helmut Krausser: Die letzten schönen Tage (NDR)
- 2013: Julie Otsuka: Wovon wir träumten (HR)
- 2013: Wsewolod Petrow: Die Manon Lescaut von Turdej (SWR)
- 2014: Nathan Englander: Worüber wir reden, wenn wir über Anne Frank reden (NDR)
- 2015: Als Autorin und Regisseurin: Rolle rückwärts (DKultur)
- 2015: Julia Deck: Viviane Élisabeth Fauville (NDR)
- 2015: Sherko Fatah: Der letzte Ort (NDR)
- 2016: Bov Bjerg: Auerhaus (RBB)
- 2018: Gesine Schmidt: Pfirsichblütenglück (HR)
- 2021: Sibylle Berg: Und sicher ist mit mir die Welt verschwunden (MDR)